# Corps de Weibel-Palade
Les corps de Weibel-Palade sont des granules de stockage des cellules endothéliales, c'est-à-dire les cellules qui forment la paroi interne des vaisseaux sanguins et du cœur. Ils stockent et libèrent principalement deux molécules, le facteur de von Willebrand et la P-sélectine. Ils jouent ainsi un double rôle dans l'hémostase et l'inflammation.

## Étymologie
Les corps de Weibel-Palade ont été décrits initialement par l'anatomiste suisse Ewald R. Weibel (en) et le physiologiste roumain George Emil Palade en 1964. Palade a reçu le prix Nobel de physiologie et de médecine en 1974 pour ses travaux sur la fonction des organites dans les cellules.

## Constituants

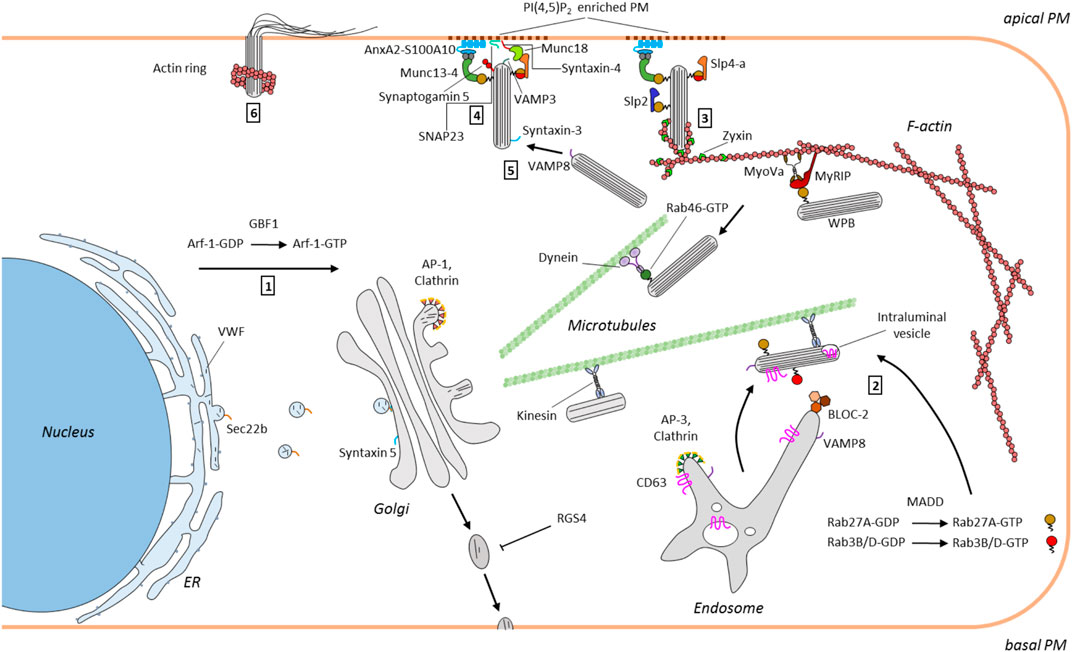
Schéma fonctionnel.

Deux composants principaux sont stockés dans les corps Weibel-Palade. L'un est le facteur de von Willebrand (vWF), une protéine multimérique qui joue un rôle majeur dans la coagulation du sang. Le stockage de longs polymères de vWF confère à cette structure lysosomale spécialisée une forme oblongue et un aspect strié au microscope électronique. L'autre composant est la P-sélectine , qui joue un rôle central dans la capacité des cellules endothéliales inflammées à recruter des leucocytes (globules blancs) de passage, leur permettant de sortir du vaisseau sanguin (diapédèse) et d'entrer dans le tissu environnant , où ils peuvent migrer vers le site de l’ infection ou de la blessure.
Les composants corporels supplémentaires de Weibel-Palade sont les chimiokines Interleukine-8 et éotaxine-3, l’endothéline-1, l’angiopoïétine-2, l’ostéoprotégérine, le cofacteur P-sélectine CD63 / lamp3, et l’α-1,3-fucosyl-transférase VI .

## Synthèse
Le vWF multimérique est assemblé dans l’appareil de Golgi à partir de dimères de vWF. Les multimères de vWF se condensent et se tordent en longs tubules hélicoïdaux, essentiellement parallèles, séparés par une matrice moins dense de domaines protéiques faisant saillie à partir des tubules. Le Golgi débouche alors sur des vésicules recouvertes de clathrine, composées presque exclusivement de vWF.
Les corps de Weibel-Palade immatures restent près du noyau, où ils acquièrent davantage de protéines membranaires puis se dispersent dans le cytoplasme, entraînés par les kinésines le long de microtubules. Les vésicules recouvertes de clathrine se développent à partir des corps de Weibel-Palade immatures, en réduisant leur volume, en condensant leur contenu et en éliminant certaines protéines membranaires. Les corps Weibel-Palade en cours de maturation peuvent également fusionner les uns avec les autres.
Le seul organite parallèle en physiologie est le granule alpha des plaquettes, qui contient également du vWF. Les corps de Weibel-Palade sont la source principale de vWF, tandis que les granules α jouent probablement un rôle mineur.

## Sécrétion
Le petit ensemble de corps de Weibel-Palade attachés à la périphérie de la cellule au cortex d'actine constitue un pool facilement libérable, reconstitué par un plus grand pool de corps associés à des microtubules à l'intérieur de la cellule.
Le contenu des corps de Weibel-Palade est sécrété par l'un de trois mécanismes. Certains subissent une exocytose individuellement, tandis que d’autres fusionnent de manière transitoire avec la membrane plasmique en un « baiser prolongé » qui ouvre un pore assez large pour ne contenir que leur cargaison plus petite (par exemple: IL-8, CD63) pour diffuser. Les corps de Weibel-Palade peuvent également se fondre en vésicules plus grandes, appelées gousses sécrétoires, pour l'exocytose multigranulaire. La formation des gousses sécrétoires est médiée par l'interposition de minuscules nanovésicules entre les corps. Alors que les corps de Weibel-Palade fusionnent avec des capsules sécrétoires, leur cargaison de vWF perd sa forme tubulaire pour des chaînes ressemblant à des spaghettis qui sont ensuite exocytées à travers un pore de fusion. Il n’est pas certain que la cargaison, à part le vWF, soit extraite de gousses sécrétoires ou conservée de manière sélective. Différents modes de libération de la cargaison à partir de corps Weibel-Palade peuvent constituer un mécanisme de libération différentielle de sous-ensembles de molécules dans différentes conditions physiologiques.

## Signification clinique
L'importance des corps Weibel-Palade est soulignée par certaines mutations de maladies humaines. Les mutations au sein du vWF sont la cause habituelle du trouble de la coagulation héréditaire le plus répandu, la maladie de von Willebrand. La prévalence de la maladie de von Willebrand estimée à 1% chez certaines populations humaines est le plus souvent caractérisée par des saignements muco-cutanés prolongés et variables. La maladie de von Willebrand de type III est un trouble grave de saignement, comme l'hémophilie sévère de type A ou B. Le facteur de vWF agit dans l'hémostase primaire pour recruter des plaquettes sur un site de blessure, et est également important dans le l'hémostase secondaire, agissant comme un chaperon pour la coagulation du facteur VIII (FVIII).